# Steffen Hofmann
Steffen Hofmann (Würzburg, 9 de Setembro de 1980) é um ex-jogador de futebol alemão. 

## Títulos
Rapid Viena
- Campeonato Austríaco (2): 2005, 2008

## Prêmios individuais
- Futebolista Austríaco do Ano: 2004, 2009
- Artilheiro do Campeonato Austríaco: 2010 (20 gols)